# Bellevalia parva
Bellevalia parva là một loài thực vật có hoa trong họ Măng tây. Loài này được Wendelbo mô tả khoa học đầu tiên năm 1973.